# Günter Behnisch
Günter Behnisch (12. června 1922, Drážďany – 12. července 2010, Stuttgart) byl německý architekt a profesor. Behnisch patřil mezi renomované německé architekty. Je řazen k dekonstruktivismu a organické architektuře.
Byl mimo jiné tvůrcem unikátního olympijského stadionu v Mnichově (viz též Letní olympijské hry 1972). V roce 1981 obdržel od Mezinárodní unie architektů (UIA) prestižní Cenu Augusta Perreta. Mezi další významné projekty patří jen krátce fungující německý parlament v Bonnu nebo např. Akademie výtvarných umění v Berlíně. Zemřel 12. července 2010, příčinou smrti bylo stáří.